# Newport-on-Tay
Pour les articles homonymes, voir Newport.
Newport-on-Tay est une ville écossaise du nord-est du district de Fife. Il s'agit d'un faubourg de Dundee ; Newport-on-Tay s'étend sur la rive sud du Firth of Tay, entre le pont ferroviaire du Tay et le pont routier du Tay traversant l'estuaire. L'agglomération inclut le village de Wormit.

## Histoire

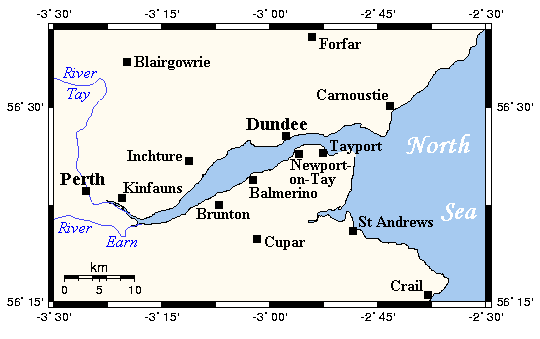
Carte de l'estuaire de la Tay.

La ville est proche de la terminaison d'une voie maritime remontant au XIIe siècle. Lorsque, en 1715, une nouvelle jetée fut bâtie par les guildes de Dundee, l'agglomération qui s'y développa fut d'abord appelée New Dundee (Nouveau Dundee). C'est au XIXe siècle que Newport reçu son nom définitif, signifiant « le nouveau port de la Tay », lorsque Thomas Telford construisit un nouveau port dans les années 1820. La ville se développa alors en tant que faubourg d'un Dundee en pleine expansion ; les industriels de la jute et la bourgeoisie de la ville choisirent Newport comme résidence secondaire.

## Newport aujourd'hui
La ville abrite environ 8 000 habitants. Les maisons, construites en pierre, datent pour la plupart des années précédant la Seconde Guerre mondiale.
Au plan des services, une école primaire, Newport Primary, accueille les enfants de la ville, qui poursuivent ensuite leur cursus à l'école secondaire de Saint Andrews. Newport-on-Tay est reliée par bus à Dundee, Saint Andrews, Cupar, ainsi qu'à Édimbourg, via Glenrothes et Dunfermline.